# NGC 3338
NGC 3338 is een spiraalvormig sterrenstelsel in het sterrenbeeld Leeuw. Het hemelobject werd op 19 maart 1784 ontdekt door de Duits-Britse astronoom William Herschel.

## Synoniemen
- UGC 5826
- MCG 2-27-41
- ZWG 65.87
- PGC 31883